# 愛をください (テレビドラマ)
『愛をください』（あいをください）は、2000年7月5日から9月20日まで毎週水曜午後9時にフジテレビ系「水曜劇場」枠で放送されたテレビドラマ。主演は菅野美穂、準主演に伊藤英明。全12話。
主演の菅野は、「蓮井朱夏」名義で同ドラマ内で自身の歌う「ZOO 〜愛をください〜」を実際にリリースしている（2000年9月7日。ソニーミュージックアソシエイテッドレコーズ）。ドラマではチャート1位・100万枚のヒットとなったこの曲は、現実世界でも50万枚を超えるヒットになった。

## あらすじ
児童養護施設で育ったヒロイン・遠野李理香は、愛を知らない女の子。18歳の時、施設での虐待や、世間からの差別から逃げるため自殺しようとしたところ、長沢基次郎という見知らぬ男性に助けられる。
日中は保育園の保母として働き、夜は下北沢でストリートライブを行っている李理香だが、そのライブで月密中也という青年と出会うことで、李理香に変化が起こる。

## キャスト
- 遠野李理香（蓮井朱夏）〈21〉- 菅野美穂
- 長沢基次郎〈31〉- 江口洋介
- 月密中也〈27〉- 伊藤英明
- 進藤未明〈23〉- 原沙知絵
- 木場静江〈28〉- 黒谷友香
- 蓮井明彦 - 串田和美
- 蓮井妙子 - 仁科亜季子
- 園長 - 石井苗子
- 三原先生 - 銀粉蝶
- 猪原倫子 - 深浦加奈子
- 葛井昭子〈36〉- 真矢みき
- 柿崎保〈38〉- 筧利夫
- 木場源太〈35〉- 杉本哲太
- 長沢杏子 - 風吹ジュン
- 葛井昴〈45〉- 陣内孝則

## スタッフ
- 脚本：辻仁成
- プロデューサー：中山和記・梨本みゆき
- 音楽：Arico
- 主題歌：ECHOES「ZOO」
- 挿入歌：蓮井朱夏「ZOO 〜愛をください〜」
- 演出：藤田明二・松田秀知
- 制作：フジテレビ・共同テレビ

## 放送日程
サブタイトルは、主題歌「ZOO」の歌詞を引用しているが、新聞発表および番組ホームページ上のタイトルは第4話以降無関係のものとなっている。
| 各話                                                       | 放送日  | サブタイトル（ラテ欄）              | サブタイトル（放送時）           | 演出     | 視聴率 |
| ---------------------------------------------------------- | ------- | ----------------------------------- | -------------------------------- | -------- | ------ |
| 第1節                                                      | 7月05日 | カメレオン                          | 本当の気持ち隠しているカメレオン | 藤田明二 | 13.7%  |
| 第2節                                                      | 7月12日 | 白鳥になりたい                      | 白鳥になりたいペンギン           | 藤田明二 | 11.1%  |
| 第3節                                                      | 7月19日 | 失恋しても…                         | 片足でふんばるフラミンゴ         | 藤田明二 | 09.6%  |
| 第4節                                                      | 7月26日 | こんな猛暑でも愛と感動と涙贈ります! | おしゃべりな九官鳥               | 藤田明二 | 10.8%  |
| 第5節                                                      | 8月02日 | 最終回に向けて幸福の予感            | 遠慮しすぎのメガネザル           | 藤田明二 | 10.5%  |
| 第6節                                                      | 8月09日 | 話題騒然!今夜も泣けます             | 誰とでもうまくやれるコウモリ     | 松田秀知 | 10.2%  |
| 第7節                                                      | 8月16日 | 函館へ!!愛と感動の旅立ち            | そっくりなサルが僕を指さしている | 松田秀知 | 10.8%  |
| 第8節                                                      | 8月23日 | Zoo100万枚大ヒットへ                | 徹夜明けの赤めのウサギ           | 藤田明二 | 10.4%  |
| 第9節                                                      | 8月30日 | 死なないで!愛する人よ…              | ヘビに睨まれたアマガエル         | 松田秀知 | 09.2%  |
| 第10節                                                     | 9月06日 | 感動の対面!止まらない涙             | どこか似ているんだ僕や君のように | 藤田明二 | 10.3%  |
| 第11節                                                     | 9月13日 | 今夜、テレビで歌います!             | 吠えてばかりいる素直な君を       | 松田秀知 | 11.8%  |
| 最終回                                                     | 9月20日 | あなたの愛をありがとう!             | どこか隅の方で僕も生きているんだ | 藤田明二 | 14.9%  |
| 平均視聴率 11.1%（視聴率は関東地区・ビデオリサーチ社調べ） |         |                                     |                                  |          |        |

## 受賞歴
- 第26回ザテレビジョンドラマアカデミー賞[1]
  - 主演女優賞（菅野美穂）

## 原作
- 辻仁成「愛をください」
  - マガジンハウス単行本 2000年9月 ISBN 9784838711307
  - 光文社文庫 2009年6月 ISBN 978-4-334-74600-1